# Senaaib
Senaaib war ein altägyptischer König der Zweiten Zwischenzeit. Er ist bisher mit Sicherheit nur von einer Stele bekannt, die in Abydos gefunden wurde. Dort sind auch sein Horus- und sein Thronname überliefert. Die genaue chronologische Einordnung innerhalb der Zweiten Zwischenzeit ist nicht möglich. Von Beckerath sieht in ihm einen Herrscher am Ende der 13. Dynastie. Ryholt dagegen vermutet, er habe zu einer lokalen Dynastie aus Abydos gehört.